# Thomas Meyer (Politikwissenschaftler, 1983)
Thomas Meyer (* 19. Mai 1983 in Ludwigshafen am Rhein) ist ein deutscher Politikwissenschaftler und Hochschullehrer. Seit Jänner 2022 ist er Universitätsprofessor für „Politische Institutionen im Vergleich“ am Institut für Staatswissenschaft der Universität Wien.

## Werdegang
Meyer studierte von 2003 bis 2007 Politikwissenschaft und Mathematik an der Universität Mannheim und schloss das Studium mit dem Staatsexamen ab. Während des Studiums war er bereits als Tutor in zeitgenössischer Geschichte und vergleichenden Politikwissenschaften tätig. Nach seiner Promotion in Mannheim ging er 2010 an die Universität Wien und arbeitete bis 2014 als Universitätsassistent und Projektmitarbeiter an der österreichischen Wahlstudie AUTNES am Institut für Staatswissenschaft mit. 2014 wurde er an diesem Institut Assistenzprofessor und war dort ab 2017 assoziierter Professor für „Government“.
2019 erhielt Meyer einen Ruf an das Institut für Sozialwissenschaften der Humboldt-Universität zu Berlin und wirkte seitdem als Professor und Leiter des Lehrbereichs „Vergleichende Analyse politischer Systeme“. Im Jänner 2022 trat er eine Professur für „Politische Institutionen im Vergleich“ am Institut für Staatswissenschaft der Universität Wien an.

## Forschungsschwerpunkte
Meyers Forschungsschwerpunkte sind politischer Wettbewerb von Parteien und Kandidaten, Wahlen und Wählern, Koalitionsregierungen (insbesondere Regierungsbildungsprozesse) und die Veränderung von politischen Konfliktdimensionen. Außerdem beschäftigt er sich mit politischen Institutionen und deren Rolle in Willensbildungs- und Entscheidungsprozessen, der Kommunikation politischer Eliten und politischem Verhalten.

## Mitgliedschaften
Meyer ist Mitglied in der Deutschen Vereinigung für Politikwissenschaft, der European Political Science Association der Midwest Political Science Association (MPSA), der Österreichischen Gesellschaft für Politikwissenschaft und dem European Consortium for Political Research.

## Publikationen (Auswahl)
- Constraints on Party Policy Change. Dissertation. ECPR Press, Colchester 2013.